# Pajari (Croatie)
Pajari (en italien : Paiari) est une localité de Croatie située en Istrie, dans la municipalité de Sveti Lovreč, dans le comitat d'Istrie. En 2001, la localité comptait 8 habitants.

## Démographie
| 1948 | 1953 | 1961 | 1971 | 1981 | 1991 | 2001 |
| ---- | ---- | ---- | ---- | ---- | ---- | ---- |
| 39   | 32   | 26   | 23   | 16   | 10   | 8    |